# 匹诺曹
匹诺曹（義大利語：Pinocchio），名字来自意大利语（“松果”），是一个虚构人物，意大利作家卡洛·科洛迪所著儿童文学作品《木偶奇遇记》（1883年）的主角，在原版同時也是反派角色之一。匹诺曹是佛罗伦萨附近村中的木匠杰佩托先生刻製的木偶，梦想着变成人类。他喜欢撒谎，然而一旦撒谎，鼻子就会变长。
匹诺曹已成为一个文化象征，作为儿童文学中被重新构思次数最多的角色之一，其故事也多次在其他艺术作品中出现。

## 角色经历

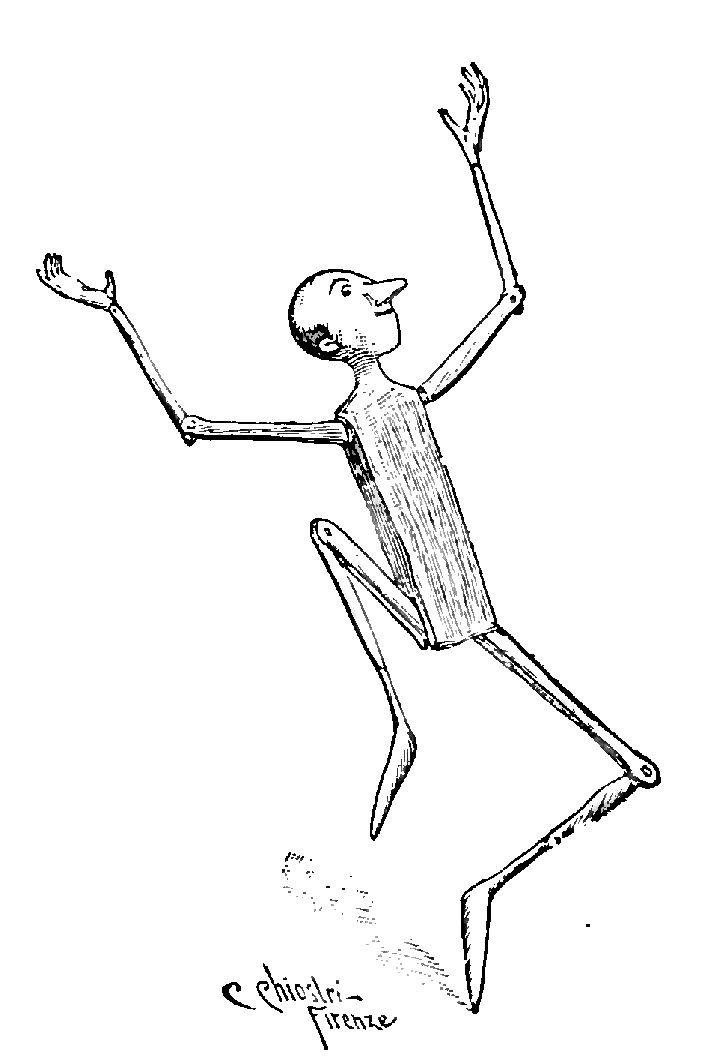
《匹诺曹》，卡洛·奇奥斯特里绘制（1901年）

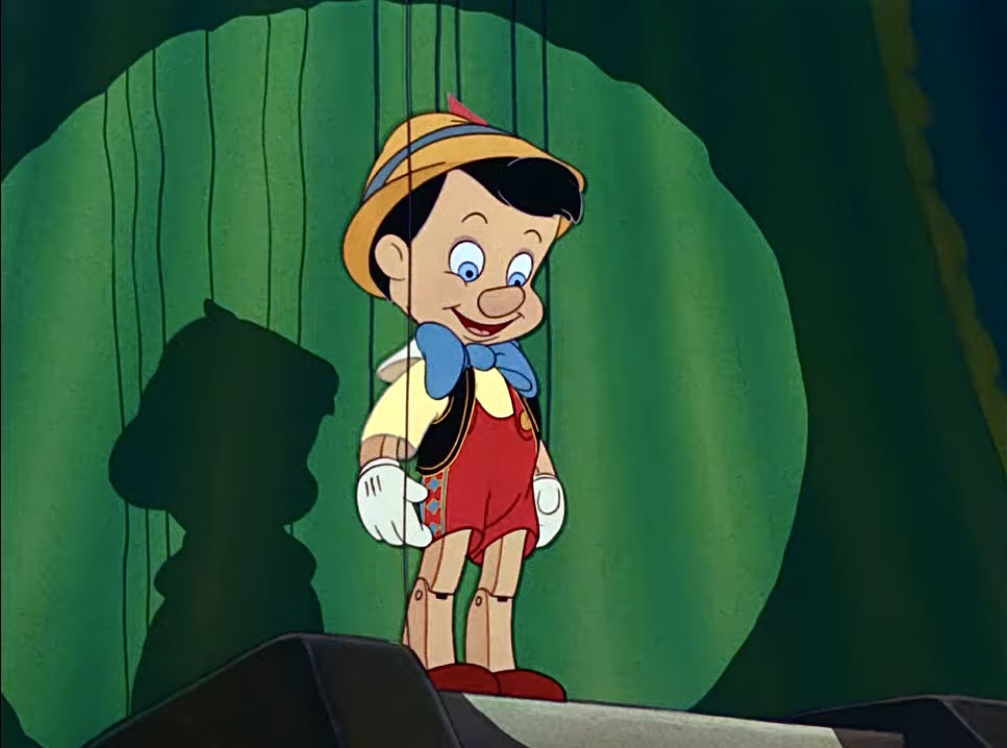
迪士尼版本《木偶奇遇记》中的匹诺曹

匹诺曹的人物设定在各个不同的作品中各不一样，但是某些人物特点则在所有作品中都大体相同。他永远都是杰佩托刻出来的一个木偶，鼻子的长短也一定会因为心理压力或者撒谎的原因变长。
匹诺曹最著名的一个特点就是他的短鼻子会因心理压力（尤其是在撒谎的时候）变长。在《木偶奇遇记》原著中，科罗迪形容其为“亵渎者”、“饭桶”、“恶魔”、“不优雅”、“邋遢小孩”、“真正的流氓”，甚至就连他的父亲、木匠杰佩托也唤他为“可怜孩子”。在匹诺曹刚刚造出来的时候，他就开始嘲笑起杰佩托的脸，甚至还偷走了杰佩托的假发。
匹诺曹作出了种种不良行为，而非举止得体优雅，目的就是警告大家。科洛迪一开始想要把1881年出版的原著《木偶奇遇记》写成一场悲剧。故事的末尾中，匹诺曹遭到处决。匹诺曹的死敌——狐狸和猫将他的胳膊捆了起来，喉部栓了一根套索，吊在了一棵橡樹的枝杈上。

### 外表与性格
匹诺曹是木制的懸絲傀儡，而非手偶。但是，制作匹诺曹的木头像孩子般能哭能笑，因此匹诺曹可以单独活动。他本性不坏，但却常常受邪恶所惑而撒谎。由于这种性格，他常常卷入各种各样的麻烦当中，但却总能够从麻烦之中脱身。
匹诺曹在原著中曾多次变身：他答应仙女成为一个真正的男孩，随后与小灯芯一起逃到玩具国，变成了一头驴子，加入了马戏团，又再次变成了木偶。在故事末尾，他与杰佩托一起从鲨鱼口中逃脱时，终于从一个木偶变成了一个真正的男孩。
在小说中，匹诺曹经常戴着一顶尖尖的帽子，穿着夹克衫和长度将将够到膝盖的花裤子。在迪士尼的版本中，匹诺曹的外貌大不一样，衣着也变成了蒂罗尔风格，穿着皮短裤并戴有一顶饰有羽毛的帽子。

### 鼻子
匹诺曹最为出名的特点便是他的鼻子了，他在撒谎的时候鼻子也会跟着变长（首次出现在第16章）。然而，杰佩托刚刚将他造出来的时候，匹诺曹还没撒谎，鼻子就变长了一回。鼻子的事情在整篇故事中出现的次数不多，但每当匹诺曹不听话的时候，蓝仙女便会用鼻子来约束他。在匹诺曹因为鼻子的问题苦苦挣扎多时后，蓝仙女召唤了一群啄木鸟，将鼻子恢复原状。

## 文学分析
一部分文学分析学者将匹诺曹描绘为一位“史诗级的英雄”。和奥德修斯等众多西方文学英雄类似，匹诺曹也曾上刀山下火海。此外，与许多奇幻文学类似，匹诺曹在形态变化后也获得了新生。
整篇作品中，科洛迪都在惩戒匹诺曹的贪玩、不负责任和缺乏道德观的问题。鉴于科洛迪经常为了意大利統一事业撰写不同的文章，有人认为《木偶奇遇记》可能会影响着新国度的建立。在创作《木偶奇遇记》前，科洛迪为新国家的小学生们写了一系列的教育故事读本《小乔尼漫游意大利》（Il viaggio per l'Italia di Giannettino）。
匹诺曹的故事中主要是在传达着“努力工作、学习，并做一个好孩子”的信息。剧末，匹诺曹愿意为父亲、为自己的未来不断努力奋斗，使他最终变成了一个真正的男孩子。

## 流行文化
- 原作者卡洛·科洛迪童年曾经居住过的科洛迪村，如今已经改名为“匹诺曹村”。[10]
- 一颗主小行星带的小行星12927 Pinocchio，由M. Tombelli（英语：M. Tombelli）与L. Tesi（英语：L. Tesi）在1999年9月30日于圣马尔切洛-皮斯托耶塞发现，是以匹诺曹的名字命名的。
- 在《復仇者聯盟2：奧創紀元》中，匹诺曹的故事被用来象征奧創脱离复仇者的掌控。此外，《I've Got No Strings（英语：I've Got No Strings）》，迪士尼版本《木偶奇遇记》的歌曲，也被电影用来作宣传。[11]
- 裡，匹诺曹的故事也糅在了整个故事情节中。电影主角是个人工智能驱动的孩子，但他一心想要找到蓝仙女将自己变成人类。[12]